# Begonia pycnantha
Begonia pycnantha là một loài thực vật có hoa trong họ Thu hải đường. Loài này được Urb. & Ekman mô tả khoa học đầu tiên năm 1930.